# Плектенхіма
Плектенхіма (грец. πλέκω сплетений грец. ἔγχυμα наповнюючий) — несправжня тканина у грибів, що утворюється переплетенням багатоклітинних гіфів, які перекручуються та спаюються між собою. Зустрічається також у водоростей. Розрізняють пухку (у деяких водоростей) та щільну (в склероціях грибів). На відміну від справжньої тканини, плектенхіма створюється не шляхом поділу клітин в усіх напрямках, а через переплетеня ниток грибниці.